# Монтеязи
Монтеязи (итал. Monteiasi) — коммуна в Италии, располагается в регионе Апулия, в провинции Таранто.
Население составляет 5318 человек (2008 г.), плотность населения составляет 577 чел./км². Занимает площадь 9 км². Почтовый индекс — 74020. Телефонный код — 099.
В коммуне особо почитаем святой и животворящий Крест Господень, празднование 14 сентября.

## Демография
Динамика населения:

## Администрация коммуны
- Официальный сайт: https://web.archive.org/web/20090525043649/http://www.comune.monteiasi.it/